# Bertrand Jochaud du Plessix
Pour les articles homonymes, voir Plessix.
Bertrand Jochaud du Plessix, né le 26 juin 1902 à Nantes, mort pour la France le 30 juin 1940 à Gibraltar, était un officier de l'armée de l'air de la France libre, Compagnon de la Libération à titre posthume par décret du 13 mai 1941.

## Biographie

### Origines familiales
Bertrand Jochaud du Plessix est né le 26 juin 1902 à Nantes. Il est le fils de Joseph Charles Jochaud du Plessix (1860-1917), colonel de cavalerie mort pour la France au cours de la Première Guerre mondiale, et d'Amélie Rousselot de Saint-Céran.
Il est issu d'une famille d'ancienne bourgeoisie originaire de Bretagne. Cette famille possédait la seigneurie du Plessix, à Saint-Mars-du-Désert (Loire-Atlantique), dont elle a conservé le nom. Julien Jochaud (1557-1634) est inhumé en l'église de Ligné (Loire-Atlantique). Guillaume Jochaud, sieur du Plessix (1649-1728), notaire, était procureur de la baronnie de Muce, en Ligné. Pierre Jochaud, sieur du Plessix (1706-1777), était avocat en Parlement de Bretagne, et sénéchal du prince de Condé, Louis-Henri de Bourbon, à Oudon.
Il épouse en décembre 1929 Tatiana Iacovleff, fille de l'architecte Alexeï Iakovlev (ru) et nièce du peintre russe Alexandre Iacovleff. Elle avait été fiancée avec Vladimir Maïakovski et, veuve, se remariera avec Alexander Liberman. De son mariage naît l'écrivaine Francine du Plessix Gray.

### Carrière et engagement militaire
De 1925 à 1937, il est employé à l'ambassade de France à Varsovie en tant qu’attaché commercial.
Lors de la déclaration de guerre le 1er septembre 1939, il est mobilisé à Varsovie et prend part à la campagne de Pologne en tant qu'officier de liaison auprès de l'armée polonaise.

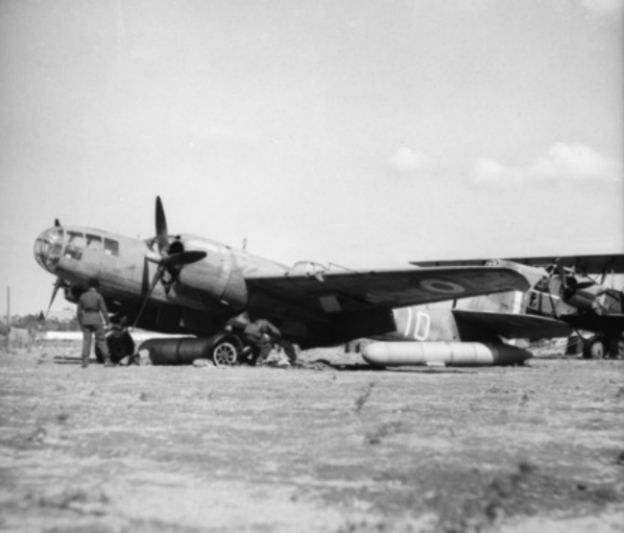
Martin 167 Maryland similaire à ceux utilisés pour rejoindre Gibraltar.

Devenu sous-lieutenant, il est, au moment de l'armistice du 22 juin 1940, en stage de formation sur Glenn-Martin 167 Maryland, un bombardier léger servant également d'avion de reconnaissance, où il fait la connaissance des membres de l'école de perfectionnement au pilotage de Meknès. Ce groupe, composé du capitaine Jacques de Vendeuvre et de ses compagnons, les capitaines Gustave Lager et Michel Meyrand, les lieutenants Pierre Aubertin et Pierre Tassin de Saint-Péreuse et le sous-lieutenant Robert Weill, est à Casablanca, en partance pour la France quand ils apprennent la demande d'armistice du maréchal Pétain. Ils décident de continuer le combat en Afrique du Nord si le général Noguès, commandant en chef du théâtre d'opération d'Afrique du Nord, confirme sa volonté de ne pas accepter l'armistice et, dans le cas contraire, de rejoindre l'Angleterre.
Quand, le 29 juin 1940, leur parviennent la nouvelle de la libération de l'ensemble des prisonniers de guerre italiens détenus au Maroc et la décision qu'au 1er juillet, tous les avions doivent être rendus inutilisables, ils décident de partir pour rejoindre l'Angleterre. Le 30 juin 1940, les 6 aviateurs, rejoints par le lieutenant Jean-Pierre Berger et le sous-lieutenant Bertrand Jochaud du Plessix, prennent la navette qui les conduit, comme d'habitude, sur le terrain d'aviation de Berrechid situé à une cinquantaine de kilomètres au Sud de Casablanca. Munis de faux ordres de mission, ils prennent 3 Glenn Martin.
- Dans le premier appareil piloté par le capitaine Jacques de Vendeuvre, prennent place le lieutenant Jean-Pierre Berger et le sous-lieutenant Bertrand Jochaud du Plessix.
- Dans le deuxième appareil piloté par le capitaine Gustave Lager, prennent place les lieutenants Pierre Aubertin et Pierre Tassin de Saint-Péreuse
- Dans le troisième appareil piloté par le capitaine Michel Meyrand, essaye de prendre place le sous-lieutenant Robert Weill. Celui-ci, n'arrivant pas à ouvrir la porte arrière de l'appareil, monte finalement dans le premier appareil piloté par de Vendeuvre.

À 16 heures, les avions décollent et parcourent le trajet sans incident. Parvenus à hauteur de Gibraltar, les appareils pilotés par Lager et Meyrand se posent sans encombre sur le terrain du Rocher, surprenant la vigilance de la DCA espagnole de Franco. L'appareil de Vendeuvre, plus lent car surchargé, est alors pris à partie par l'ensemble des canons antiaériens espagnols et s'écrase dans le port. Les vedettes britanniques venues à leur secours recueillent les corps de Bertrand Jochaud du Plessix et de ses 3 compagnons.
Ce sont les 4 premiers morts de la France libre. Ils sont inhumés le lendemain au cimetière de North Front près du terrain d'aviation à Gibraltar. Après la guerre, le corps de Bertrand Jochaud du Plessix fut réinhumé au cimetière de Saint-Philbert-de-Grand-Lieu en Loire-Atlantique.

## Décorations
- Compagnon de la Libération, à titre posthume par décret du 13 mai 1941[4]
- Polonia Restituta (Pologne) (grade à déterminer svp)